# Le Monstre de Notre-Dame
Le Monstre de Notre-Dame est un tableau réalisé par le peintre français Marc Chagall en 1953. Cette huile sur toile agrémentée de sable représente une gargouille et un coq géants au sommet de la cathédrale Notre-Dame de Paris. Elle est conservée dans une collection privée.